# جسر لاندفاسر

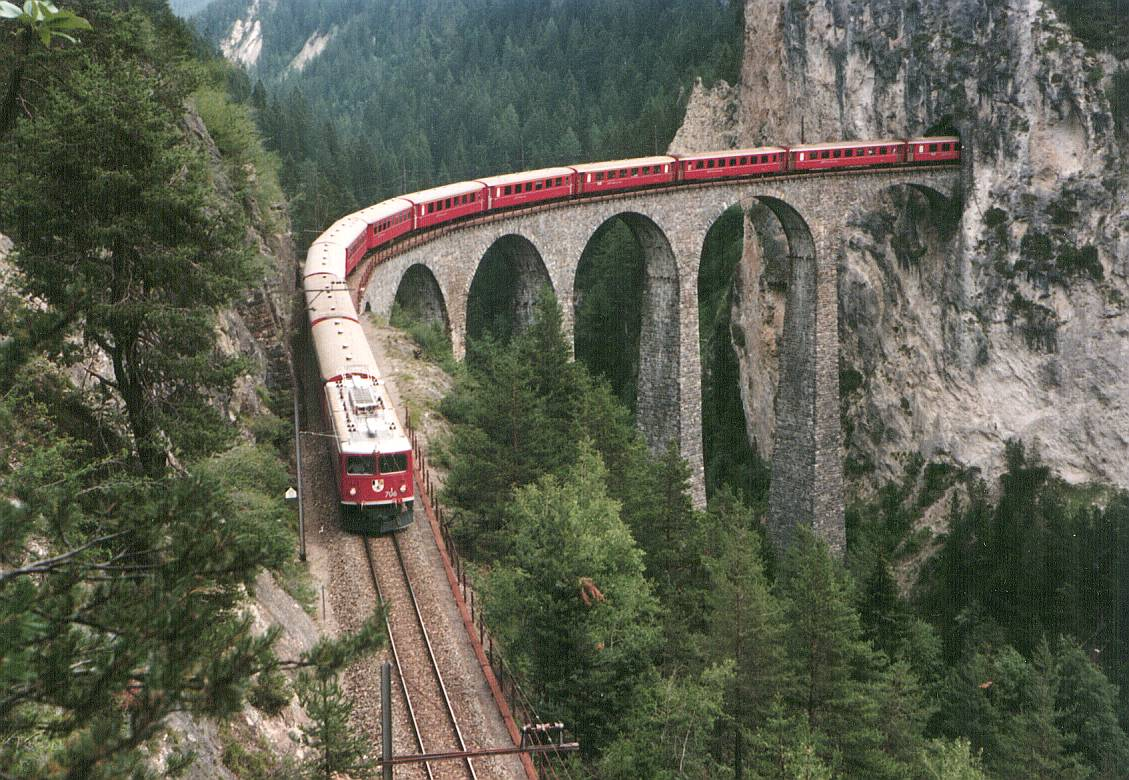
جسر لاندفاسر

جسر لاندفاسر (بالألمانية landwasserviadukt) هو جسر لخط سكة الحديد على مدى نهر في كانتون غروباندن سويسرا. علوه 65 متر وطوله 136 متر، له أعمدة على شكل اقواس، من أعلى جسور جبال الألب. يتجه مباشرة نحو نفق لاندواسر. بني سنة 1901/1903. يعبر منه قطار غليشير إكسبرس الشهير.

## معرض صور

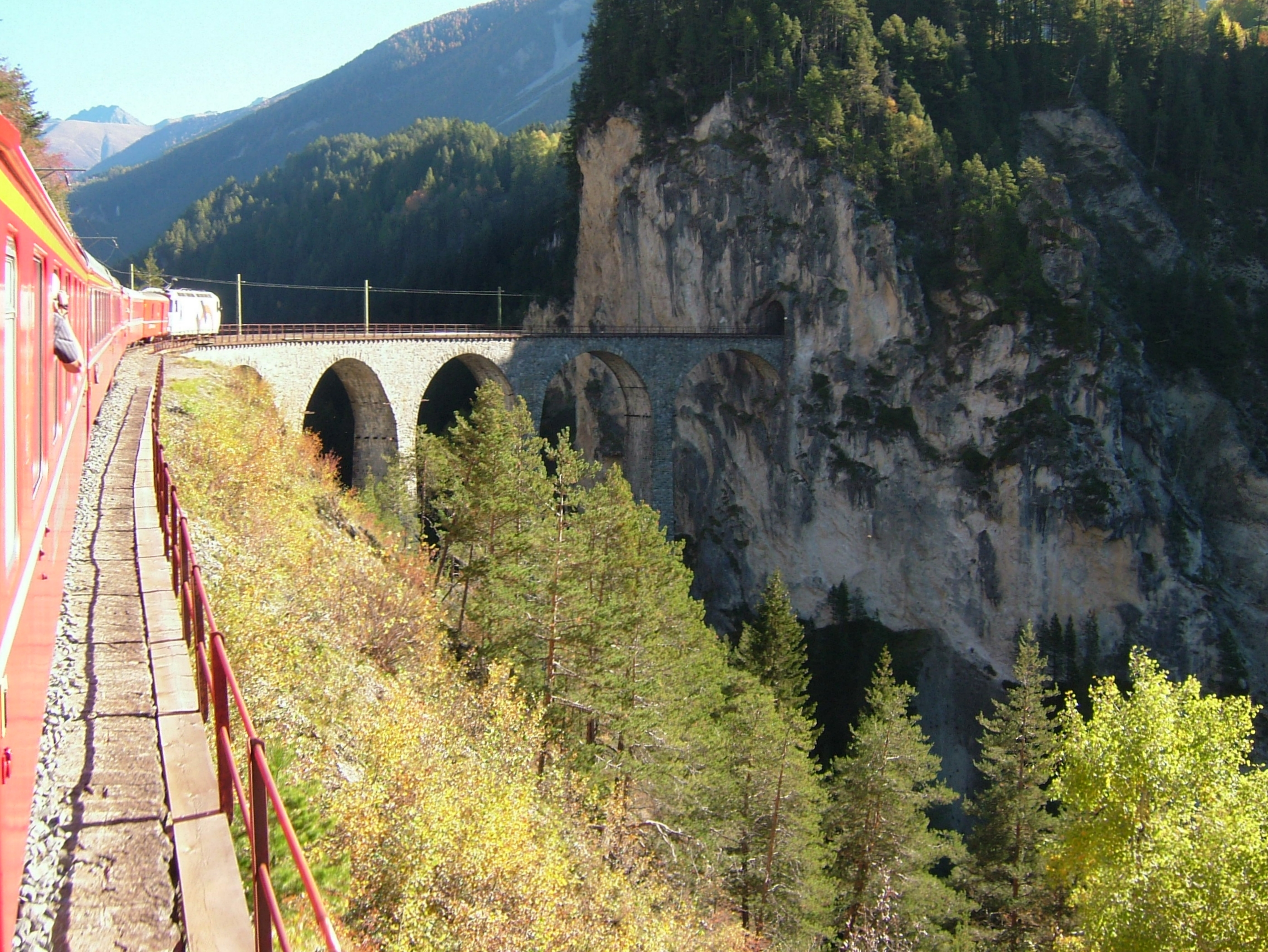
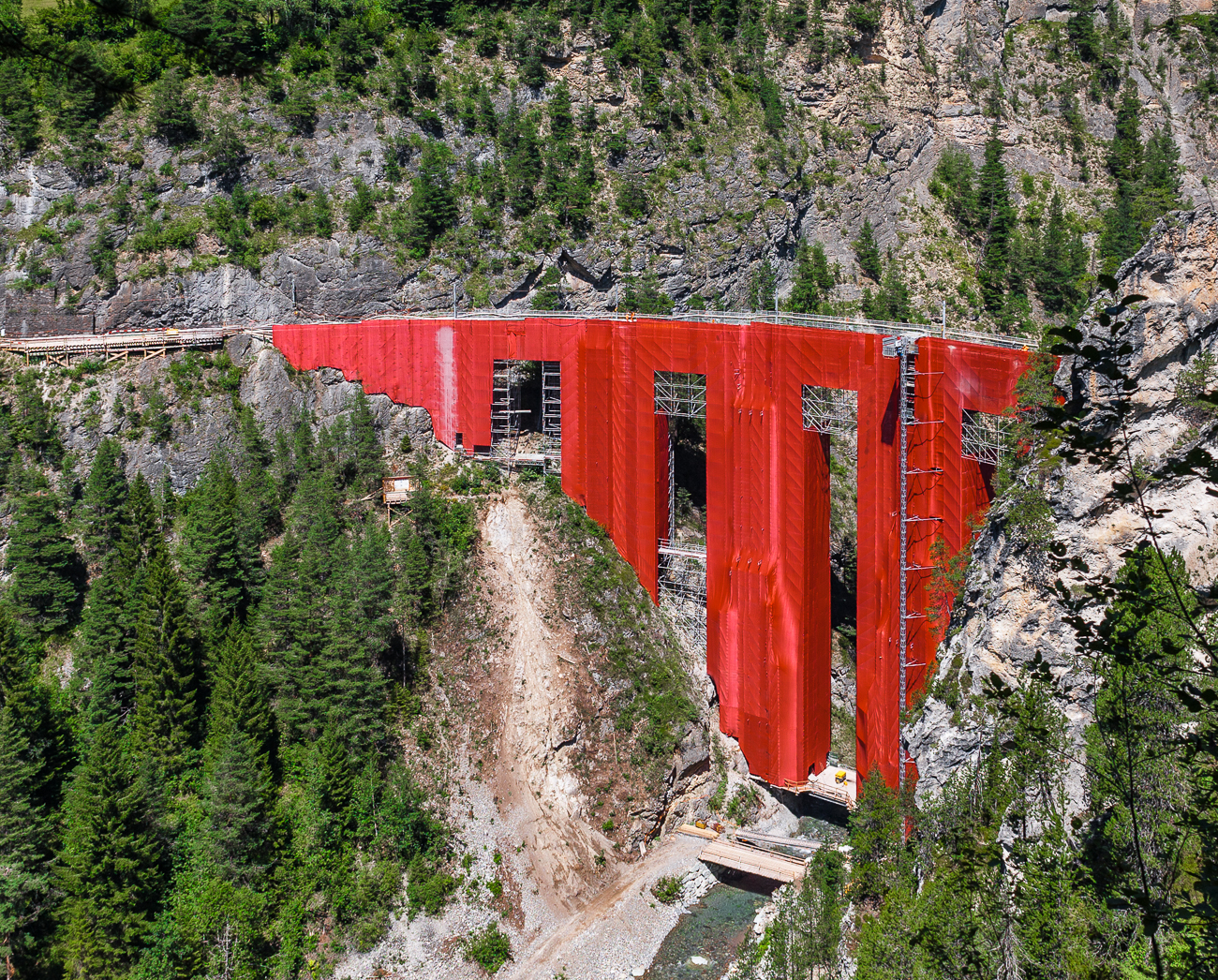
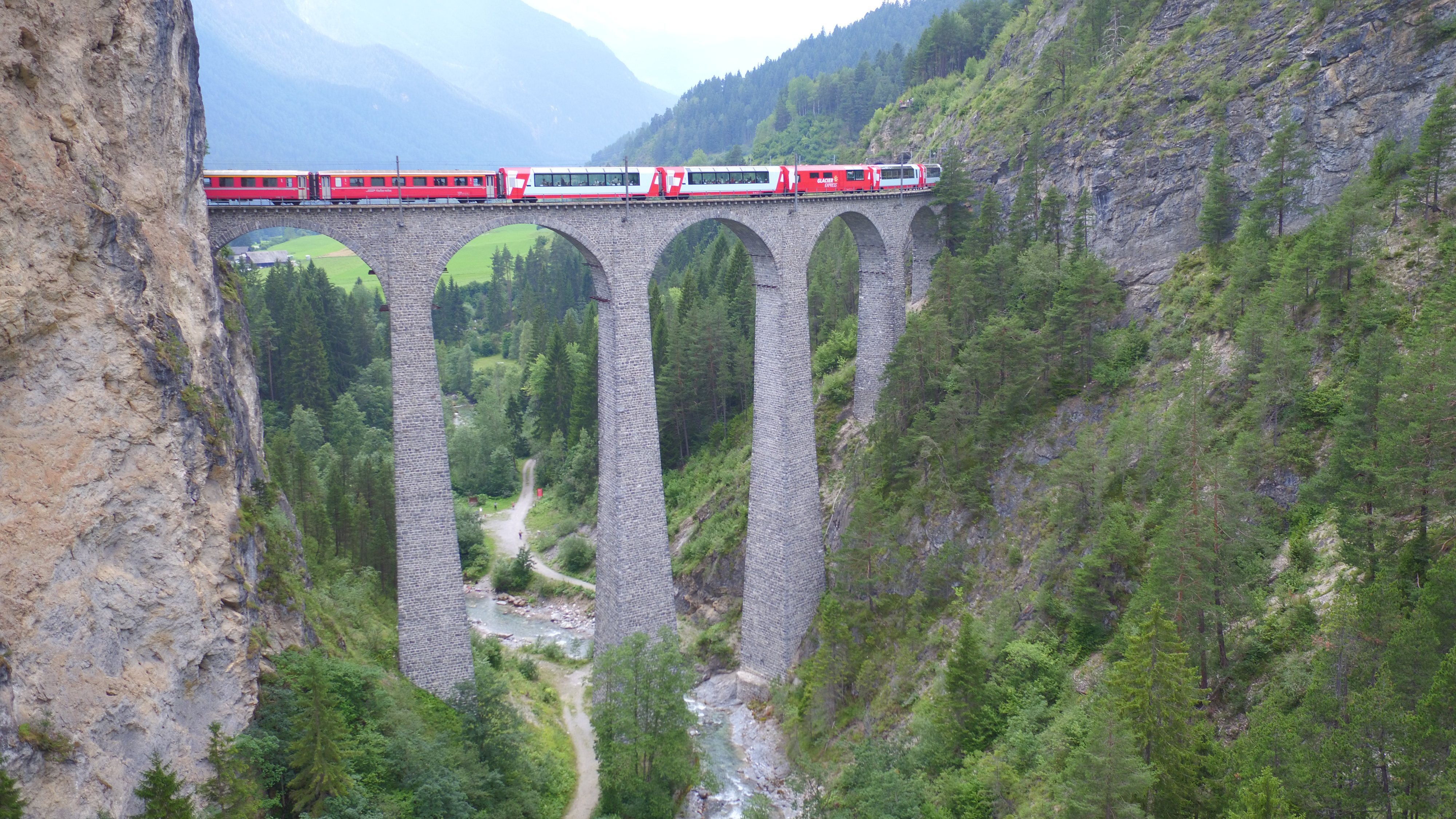
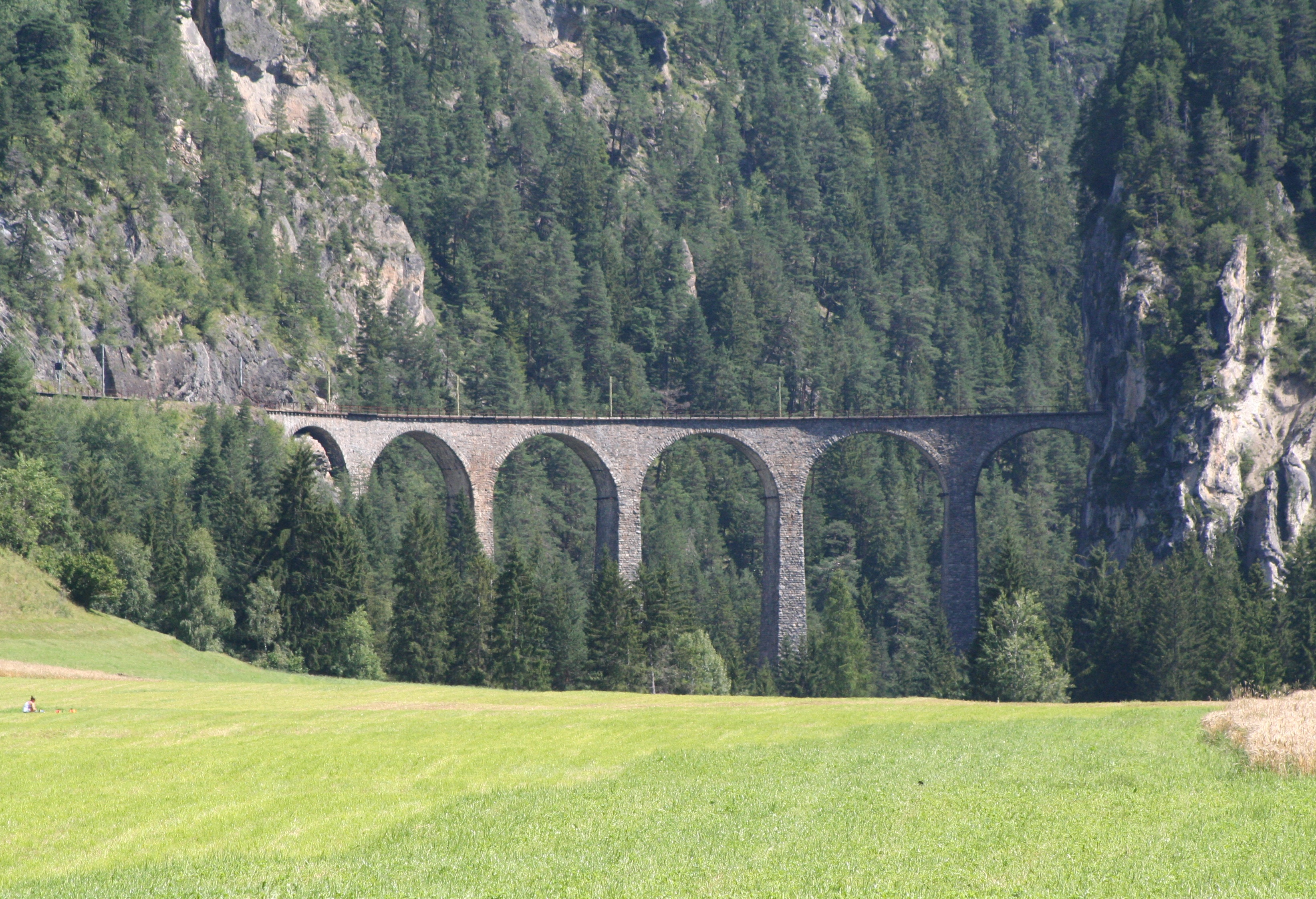